# Erythrodiplax atroterminata
Erythrodiplax atroterminata – gatunek ważki z rodziny ważkowatych (Libellulidae). Występuje na terenie Ameryki Południowej.